# علاء الربيعي
علاء الربيعي هو علاء صباح هاشم شلش الربيعي سياسي وعضو مجلس النواب العراقي في دورته الرابعة عن ائتلاف سائرون. ولد علاء الربيعي في بغداد عام 1976، أكمل دراسته في القانون جامعة الامام الكاظم 2017، فضلا عن شهادة باكالوريوس في الإدارة / كلية الرافدين 2006.

## المناصب التي شغلها
عضو لجنة الاعلام والاتصالات في مجلس النواب العراقي بدورته الرابعة.
قائم مقام قضاء الحسينية.
مدير ناحية الفرات سابقاً.